# 于爾根·布勞恩
于爾根·布勞恩（德語：Jürgen Braun，1961年8月25日—），是德国政治家和媒體人，2017年起代表德国另类选择成為德國聯邦議院議員。

## 生平
1961年8月25日，于爾根·布勞恩出生於北萊茵-威斯伐倫州；與家人在雷姆斯-穆爾縣生活了20多年。他曾在柏林學習法律；畢業時通過了國家法律考試。多年來，于爾根·布勞恩在柏林、德累斯頓、卡爾斯魯厄、路德維希堡和斯圖加特擔任各種公共和私營電視編輯部的負責人，多年來更為大中型公司擔任自營職業的通信顧問。此外，于爾根·布勞恩在大學擔任講師十餘年，先是在曼海姆，後來在卡爾斯魯厄、曼海姆和法蘭克福；長期擔任教學任務。電視新聞學、傳播和新聞學中的跨媒體等。在2017年進入德國聯邦議院之前，是斯圖加特行政法院的名譽法官。于爾根·布勞恩自2017年9月起代表德国另类选择擔任德國聯邦議院巴登-符騰堡邦選區議員。到2019年9月為止，于爾根·布勞恩是德国另类选择議會集團的議會秘書、人權和人道主義援助委員會成員；2017年至2021年第19個立法期財政委員會以及衛生委員會的替代成員。

## 對中國的政策
作為德国另类选择的人權問題發言人，于爾根·布勞恩在接受台灣媒體《呷新聞》專訪時強調，每個黨派都對中國都有不同的態度。「如果你在處理經濟或外部經濟問題，你希望與中國建立良好的貿易關係，而共產中國是一個重要的貿易伙伴。所以你不要過多地批評中國。但這就是我們黨與我的工作相衝突的地方。我們認為，國際公法的某些規則也對中國有約束力。中國已經簽署了合約並批准了這些協議，但這些協議的內容並沒有付諸實施。所以，在中國發生了一些可怕的事情」。于爾根·布勞恩說，「我們必須繼續談論基督徒、佛教徒、法輪功、藏族人的人權受到侵犯的問題，兩年來，中國出現了非常嚴重的侵犯人權行為。」此外，于爾根·布勞恩還特別提到了法輪功案件，他說，似乎有跡像表明，中國正在有組織地利用囚犯的器官進行交易，而且新的細節已經被披露，聯合國也開始介入。「如果這是真的，這將是一個非常可怕的罪行」。

## 對台灣的政策
在對台議題上，儘管德国另类选择至今尚未有關於台灣的官方立場，但于爾根·布勞恩承諾，會加入與台灣的友誼合作。于爾根·布勞恩強調，他對於對台灣的現狀非常同情，同時欽佩台灣的發展和推動更多的自由和人權。當被問到認為台灣應該以台灣、中華民國或中華台北的名義加入國際組織時，于爾根·布勞恩認為，很多人對台灣有不同的稱呼。但就他個人而言，他非常同情中華民國這個國號。但他反對中國主導這個議題的討論，並支配這個國家應該如何命名」。于爾根·布勞恩最後強調，他完全希望台灣成為世界衛生組織的一個成員國。

## 外部連結
- 官方网站
- 官方网站
- Jürgen Braun的Facebook專頁
- YouTube上的Jürgen Braun頻道
- Jürgen Braun的X（前Twitter）